# エスタディオ・ホセ・ベルナルド・ペレス

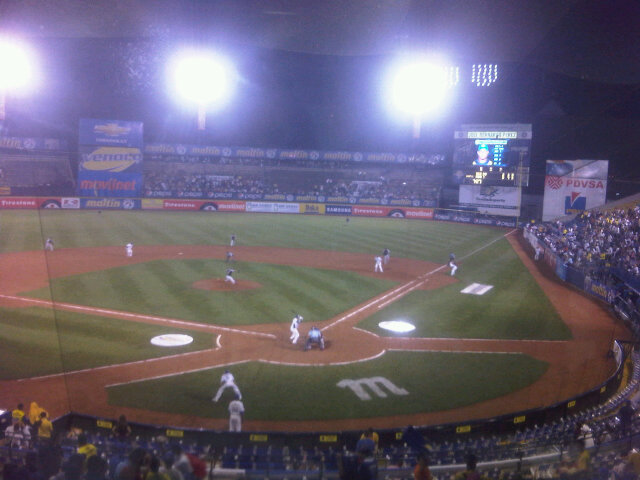

エスタディオ・ホセ・ベルナルド・ペレス（Estadio José Bernardo Pérez ）は、ベネズエラのカラボボ州バレンシアにあるスタジアム。1955年10月8日にエスタディオ・クアトリセンテナリオ（Estadio Cuatricentenario）という名称で開場し、1965年に現在の名称になった。収容人数は14,600人。
主に野球に使われている。リーガ・ベネソラーナ・デ・ベイスボル・プロフェシオナルのインダストリアレス・デ・バレンシアが開場から1968年まで本拠地として使用していた。インダストリアレスが消滅した翌年からは、ナベガンテス・デル・マガリャーネスが現在まで本拠地にしている。